# كارل لانجه (ممثل مسرحي)
كارل لانجه (بالألمانية: Carl Lange)‏ (و. 1909 – 1999 م) هو ممثل مسرحي، وممثل أفلام، وممثل تلفزي، ومؤدي أصوات ألماني، ولد في فلنسبورغ، توفي في أوستفيلدرن، عن عمر يناهز 90 عاماً.

## وصلات خارجية
- كارل لانج على موقع IMDb (الإنجليزية)
- كارل لانج على موقع ألو سيني (الفرنسية)
- كارل لانج على موقع أول موفي (الإنجليزية)
- كارل لانج على موقع قاعدة بيانات الأفلام السويدية (السويدية)
- كارل لانج على موقع قاعدة بيانات الفيلم (الإنجليزية)
- كارل لانج على موقع كينوبويسك (الروسية)